# Castillo del Arbel

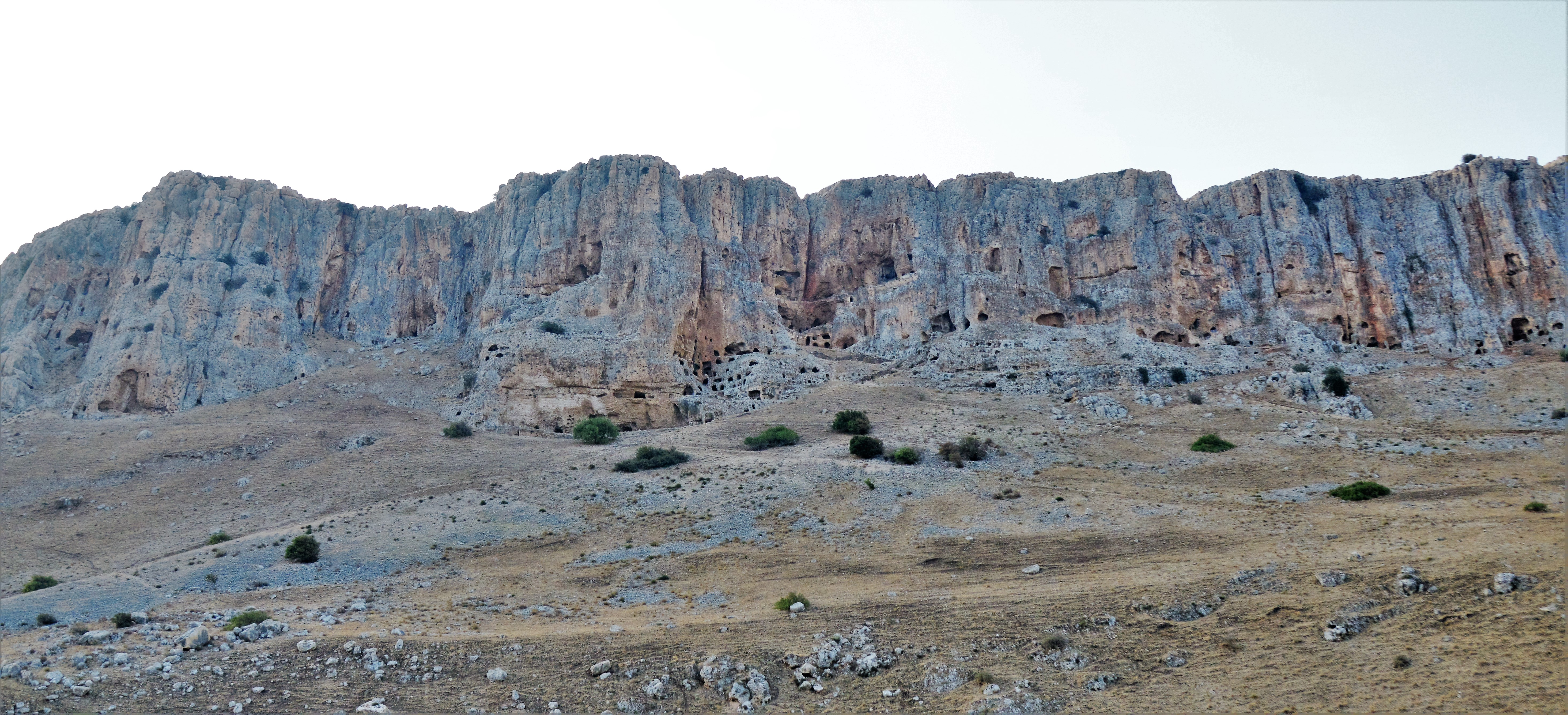
Acantilados del Monte Arbel

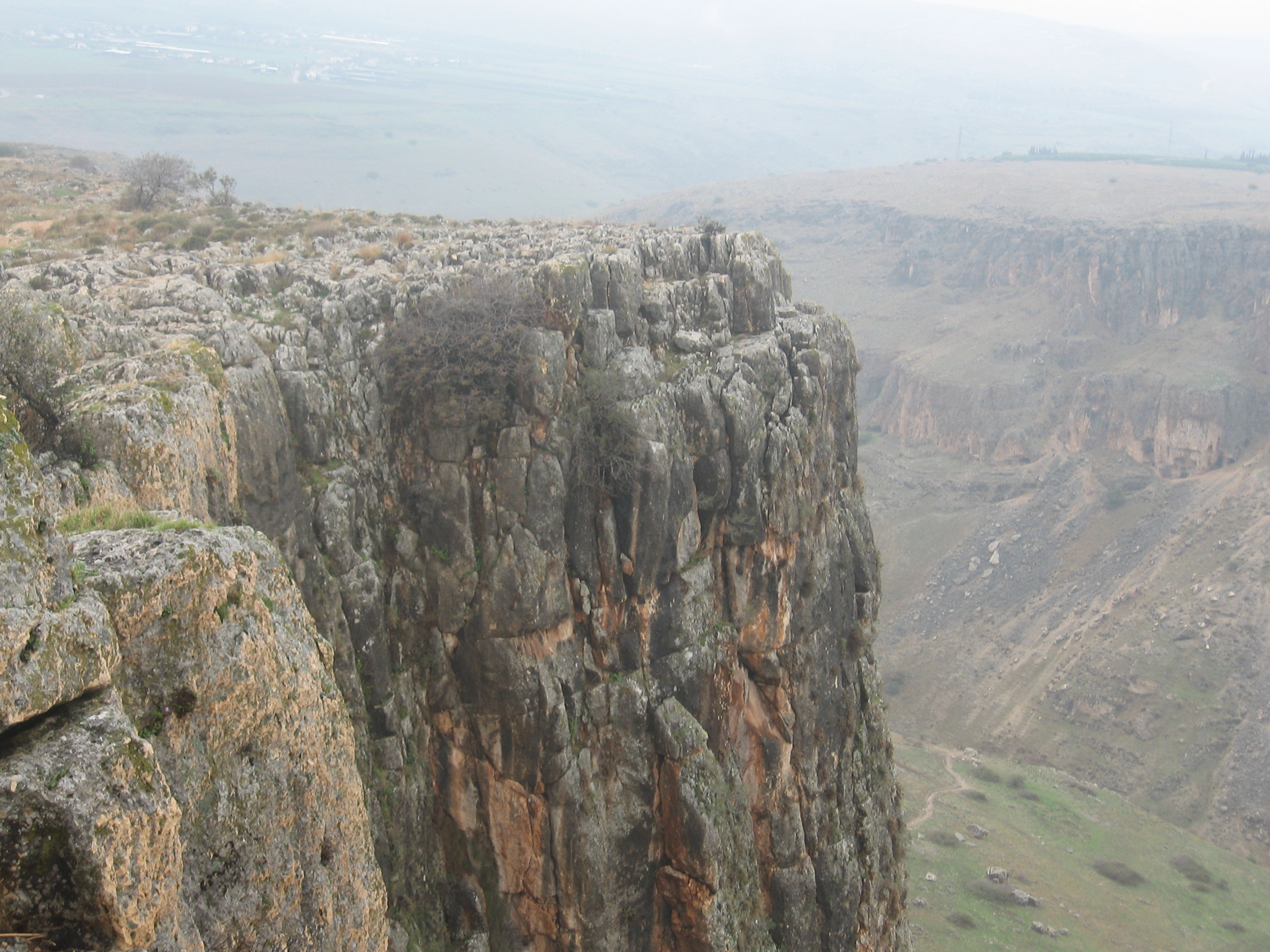
Acantilados del Monte Arbel

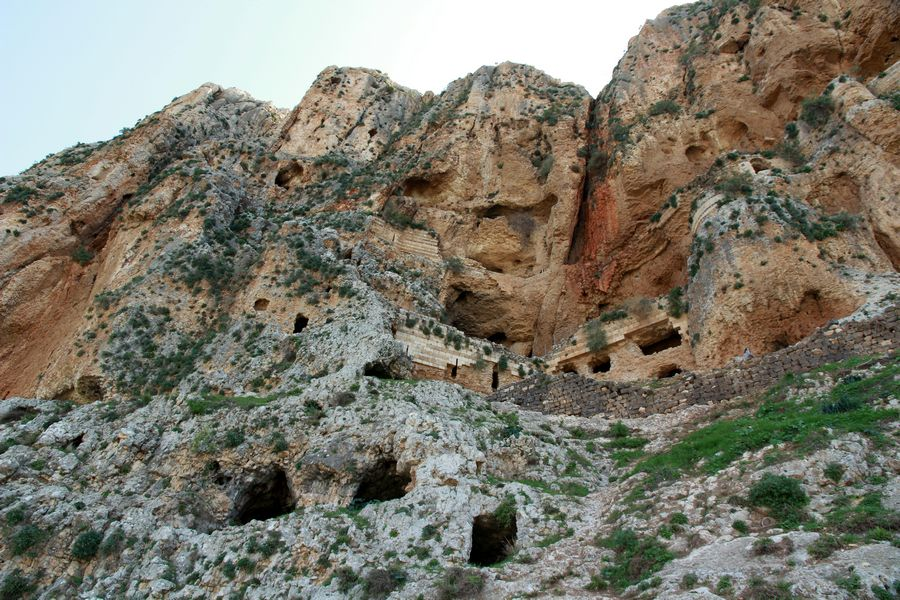
Cuevas en el Monte Arbel

El Castillo del Harbel o Qelat Ibn Meani se encuentra en los acantilados del monte Arbel . En las paredes rocosas de la montaña, se levantó una fortaleza rodeada por paredes abovedadas. En el lugar se puede observar una serie de escaleras y cuevas excavadas en las laderas de la montaña. El castillo está en la ladera norte del Monte Arbel, y a sus pies corre el Torrente Hamam, cuando este sale del desfiladero entre los montes Arbel y Nitai poco antes de desembocar en el Mar de Galilea.

## Historia
Al parecer, las cuevas del Monte Arbel ya fueron utilizadas como vivienda en tiempos prehistóricos. 
Según el primer libro de los Macabeos, el año 161 a. C. el comandante seléucida Báquides llegó "al territorio de Arbelas" y, antes de seguir hacia Jerusalén sitió las cuevas y las conquistó (1 M 9, 2).
Durante el período del Segundo Templo, Hircano II encomendó el gobierno de Galilea al hijo de su valido Antípatros, Herodes el Grande. Herodes fue implacable con los rebeldes galileos, partidarios del sobrino y rival de Hircano, Antígono, entre los cuales muchos se refugiaron en las cuevas del Monte Arbel. 
El testimonio de Flavio Josefo con respecto a la región del Arbel se refiere a dos eventos:
1. Las cuevas del Monte Arbel como lugar de refugio y fortificación de los judíos opuestos a Herodes en el 39-40 a. C.
2. El pueblo de Arbel, fortificado por el mismo Josefo en vísperas de la Guerra el año 66 d. C.

Las laderas escarpadas del monte Arbel está repleta de cuevas naturales y artificiales. El camino para llegar a ellas era poco transitable y muy fácil de defender desde las cuevas, de manera que el ejército de Herodes se enfrentaba con serias dificultades para alcanzarlas. Herodes ingenió una sofisticada forma para tomar la posición: desde la parte superior del acantilado, se descendía a los soldados en cajas de madera atadas a una cuerda, y cuando llegaban a la boca de una cueva, mataban a los que atrapaban o, si no podían, prendían fuego a la cueva. Los defensores no se rindieron, y prefirieron morir antes que caer en manos de Herodes.
Las mismas cuevas, adaptadas para la habitación humana, probablemente constituyen el mismo pueblo de Arbel que menciona Josefo, que él fortificaría años más tarde en preparación para la guerra con Roma el año 66 d. C. 
Los cruzados, los mamelucos y los otomanos también utilizarían los acantilados y las cuevas del Arbel para sus propios fines, aunque no se sabe mucho al respecto durante estos períodos.
El castillo conocido como "Qelat Ibn Meani" se atribuye al período otomano. Habría sido construido a principios del siglo XVII por Ali, gobernador de Safed, que era hijo del emir Fakhr ad-Din II (Fakhr ad-Din era conocido también como Ma'an, de donde proviene el nombre del castillo). La fortaleza está construida aprovechando el sistema de cuevas que se extiende a lo largo del acantilado.

## Hallazgos arqueológicos
Las excavaciones arqueológicas en la fortaleza han revelado que el castillo, protegido por una muralla que cerraba las cuevas preexistentes, tenía tres niveles conectados por escaleras. 
En 1992, la Autoridad de la Naturaleza y Parques de Israel realizó un estudio arqueológico en las cuevas del Arbel, en el cual se inspeccionaron unas 50 cuevas y se cartografiaron 36 del así llamado "pueblo de las cuevas". Estas están dispuestas en siete niveles, y están limitadas en ambos extremos por sendas protuberancias rocosas, a modo de enormes columnas, que dificultan el acceso a ellas. Al parecer, en su momento se accedía a las cuevas con la ayuda de escaleras y cuerdas. La mayoría de las cuevas muestran señales de haber sido adaptadas para la habitación, incluyendo cisternas de agua e incluso mikva'ot para la purificación ritual de los judíos. El agua era conducida a las cisternas mediante canales.
En un artículo de Yigal Teper y Yuval Shahar, publicado en la revista קתדרה (Cátedra) en 1991, se informaba que se descubrieron monedas. Se analizó la época del yeso y los restos de construcción frente a las cuevas. Estos hallazgos no lograron confirmar el uso de las cuevas en las primeras décadas de la época helenista. En la ladera, al pie de las cuevas, se descubrieron restos de cerámica de la época romana temprana. Además, en el grupo occidental de cuevas, se descubrieron hallazgos que datan de la época bizantina. Un examen preliminar de la cerámica muestra que el uso habitacional de las cuevas no continuó después de este período.

## Para leer más
- Avraham Izdrarejet, "El Arbel: un acantilado de rebeldes y un valle de soñadores" (en hebreo: הארבל - מצוק מורדים ובקעת חולמים), para el periódico Haaretz, págs. 22-25
- Yanon Shabtiel, "La montaña hueca" (en hebreo: ההר החלול), para el periódico Haaretz, septiembre de 2004, págs. 14-18
- Itzhaki Gal y Moshon Gabbai, La Nueva Guía de Israel, vol. 4: La Galilea Baja y su costa, y el valle de Kinorot (en hebreo: מדריך ישראל החדש, כרך 4:הגליל התחתון וחופו ובקעת כינורות), Jerusalén 2001, pp. 80-83
- Mustafa Abbasi, "Tiempo de guerra y fortificación: la cueva-fortaleza en Arbel y otras fortificaciones en el norte del país en los años 1602-1624" (en hebreo: עת למלחמה ולביצור: מבצר המערות בארבל וביצורים אחרים בצפון הארץ בשנים 1602–1624), en: Mordechai Aviam (ed.), De Torre de Cristianos a Ciudad Fortificada, (en hebreo: ממגדל נוצרים עד עיר מבצר) 2014, págs. 175-184